# Русско-Турекское сельское поселение
Русско-Турекское сельское поселение — муниципальное образование в составе Уржумского района Кировской области России.
Центр — село Русский Турек.

## История
Русско-Турекское сельское поселение образовано 1 января 2006 года согласно Закону Кировской области от 07.12.2004 № 284-ЗО.

## Интересные факты
- В 1936 году в Русском Туреке побывал выдающийся советский поэт Александр Трифонович Твардовский, где после ссылки находилась его раскулаченная семья.

## Население
| 2010  | 2011  | 2012  | 2013  | 2014  | 2015  | 2016  |
| ----- | ----- | ----- | ----- | ----- | ----- | ----- |
| 1505  | →1505 | ↘1470 | ↘1461 | ↘1429 | ↘1425 | ↘1383 |
| 2017  | 2018  | 2019  | 2020  | 2021  |       |       |
| ↘1352 | ↗1424 | ↘1405 | ↘1334 | ↘1238 |       |       |

## Состав
| № | Населённый пункт | Тип населённого пункта       | Население |
| - | ---------------- | ---------------------------- | --------- |
| 1 | Русский Турек    | село, административный центр | 1154      |
| 2 | Дергачи          | деревня                      | 85        |
| 3 | Кизерь           | деревня                      | 266       |